# ボブ・アダムズ (内野手)
ボブ・アダムズ（Robert Melvin "Bob" Adams, 1952年1月6日 - ）は、アメリカ合衆国・ペンシルベニア州ピッツバーグ出身の元プロ野球選手（一塁手・捕手）。右投右打。

## 経歴

### デトロイト・タイガース時代
1973年のドラフト3巡目でデトロイト・タイガースから指名を受け、入団。
この年はA級のレイクランド・タイガースとAA級のモンゴメリー・レベルズでプレイし、レイクランドではリーグ8位となる打率.307を記録した。また、守備では三塁や外野を務めた。
1974年は、前年にもプレイしたモンゴメリーとAAA級のエバンズビル・トリプレッツで主に捕手を務め、AA級では83試合で打率.263、AAA級では27試合で打率.247という成績だった。
1975年はモンゴメリーで捕手として89試合に出場し、打率.283・3本塁打・26打点・出塁率.352を記録。前年のAA級での成績よりも打率や出塁率を向上させた。
1976年は、モンゴメリーで7試合に、エバンズビルで105試合に出場。成績は特段際立ったものではなかったが、モンゴメリーでは外野手として、エバンズビルでは一塁手としても試合に出場した。
1977年、エバンズビルでは一塁手・捕手を務め、62試合・打率.330・10本塁打・44打点と過去最高の打撃成績を記録。7月10日のシカゴ・ホワイトソックス戦で9回裏に代打として出場し、MLBデビューを果たした（結果は三振に倒れた）。その後も代打としての起用が中心となり、スタメンでの起用は3試合に留まったが、初の先発出場の機会となった8月9日のミルウォーキー・ブルワーズ戦では4回裏の第2打席にソロ本塁打を放ち、MLBでの初安打・初本塁打・初打点を同時に達成した。その後、8月26日のカリフォルニア・エンゼルス戦では代打で本塁打を記録し、MLBでの最初のシーズンの成績は、15試合・打率.250・2本塁打・2打点だった。
続く1978年は、1976年までと同様にモンゴメリーとエバンズビルでプレイし、2チームで合計117試合に出場したものの、打率.199・5本塁打・42打点と打撃が冴えず、MLBでの試合出場の機会もなかった。守備では捕手・一塁・三塁・外野をこなすなど器用さを見せたが、この年限りで現役を引退することになった。

## 詳細情報

### 年度別打撃成績
| 年 度    | 球 団    | 試 合 | 打 席 | 打 数 | 得 点 | 安 打 | 二 塁 打 | 三 塁 打 | 本 塁 打 | 塁 打 | 打 点 | 盗 塁 | 盗 塁 死 | 犠 打 | 犠 飛 | 四 球 | 敬 遠 | 死 球 | 三 振 | 併 殺 打 | 打 率 | 出 塁 率 | 長 打 率 | O P S |
| -------- | -------- | ----- | ----- | ----- | ----- | ----- | -------- | -------- | -------- | ----- | ----- | ----- | -------- | ----- | ----- | ----- | ----- | ----- | ----- | -------- | ----- | -------- | -------- | ----- |
| 1977     | DET      | 15    | 24    | 24    | 2     | 6     | 1        | 0        | 2        | 13    | 2     | 0     | 0        | 0     | 0     | 0     | 0     | 0     | 5     | 0        | .250  | .250     | .542     | .792  |
| MLB：1年 | MLB：1年 | 15    | 24    | 24    | 2     | 6     | 1        | 0        | 2        | 13    | 2     | 0     | 0        | 0     | 0     | 0     | 0     | 0     | 5     | 0        | .250  | .250     | .542     | .792  |

### 背番号
- 40 （1977年）